# Hibbertia goyderi
Hibbertia goyderi är en tvåhjärtbladig växtart som beskrevs av F. Müll. Hibbertia goyderi ingår i släktet Hibbertia och familjen Dilleniaceae. Inga underarter finns listade i Catalogue of Life.